# رابرتسگانج
رابرتسگانج (به انگلیسی: Robertsganj) یک منطقهٔ مسکونی در هند است که در Sonebhadra district واقع شده‌است. رابرتسگانج ۳۶٬۶۸۹ نفر جمعیت دارد و ۳۳۰ متر بالاتر از سطح دریا واقع شده‌است.